# Matthias Schwarzbacher
Matthias Schwarzbacher, né le 22 décembre 2005 à Brezno, est un coureur cycliste slovaque. 

## Biographie
Chez les juniors (17/18 ans), Matthias Schwarzbacher s'illustre sur route et en cyclo-cross. Il remporte à deux reprises en 2022 et 2023 le championnat de Slovaquie de cyclo-cross juniors. En juillet 2023, il remporte à domicile le classement général des Journées internationales du cyclisme de Dubnica nad Vahom, une des manches de la Coupe des Nations Juniors. 
En 2024, il devient membre de l'équipe continentale tchèque ATT Investments. Dès sa première année chez les moins de 23 ans, il est champion de Slovaquie du contre-la-montre espoirs et vice-champion du contre-la-montre ches les élites. Au niveau international, il prend la troisième place du classement général du Tour de Szeklerland et remporte le prologue du premier Tour de Bohême Occidentale.
En 2025, il rejoint l'équipe UAE Emirates Gen-Z, qui sert d'équipe de développement à la formation World Tour UAE Emirates. Il fait sa premières apparitions en course avec l'équipe World Tour en janvier et termine huitième notamment du Trofeo Ses Salines. Sa première course avec l'équipe de développement a lieu lors de l'Umag Classic, qu'il remporte à l'issue d'un sprint massif.

## Palmarès sur route

### Par années
- 2022
  - 3e du Giro delle Valli Aretine
- 2023
  - Journées internationales du cyclisme de Dubnica nad Vahom :
    - Classement général
    - 2e étape

  - 2e du championnat de Slovaquie sur route juniors
- 2024
  -  Champion de Slovaquie du contre-la-montre espoirs
  - Prologue du Tour de Bohême Occidentale
  - 2e du championnat de Slovaquie du contre-la-montre
  - 3e du Tour de Szeklerland
- 2025
  -  Champion de Slovaquie du contre-la-montre
  - Umag Classic
  - 1re étape du Tour d'Italie espoirs (contre-la-montre)

### Classements mondiaux
| Année                                 | 2024 |
| ------------------------------------- | ---- |
| Classement mondial                    | 528e |
|                                       |      |
| Légende : nc = non classéSource : UCI |      |

## Palmarès en cylo-cross
- 2021-2022
  -  Champion de Slovaquie de cyclo-cross juniors
  - Grand Prix Dohňany juniors, Dohňany
  - Grand Prix Topoľčianky juniors #1, Topoľčianky
- 2022-2023
  -  Champion de Slovaquie de cyclo-cross juniors
  - Grand Prix Podbrezová juniors, Podbrezová
  - Grand Prix X-Bionic Samorin juniors #1, Šamorín
  - Coupe d'Espagne juniors #9, Valence
  - 8e du championnat d'Europe de cyclo-cross juniors